# الحياة في مترو
الحياة في مترو (بالإنجليزية: Life in a... Metro)‏ هو فيلم درامي هندي صدر عام 2007 وشارك في إنتاجه وكتابته وإخراجه أنوراغ باسو. مستوحى جزئيًا من فيلم الكوميديا الرومانسية الشقة (1960) للمخرج بيلي وايلدر، ويضم طاقمًا من النجوم: دارمندرا ديول، نفيسة علي، شيلبا شيتي، كاي كاي مينون، شيني أهوجا، عرفان خان، كونكونا سين شارما، كانغانا رانوت وشرمان جوشي في الأدوار الرئيسية. الموسيقى من تأليف بريتام وكلمات سيد قادري. يروي حياة تسعة أشخاص يعيشون في مومباي ويتناول موضوعات مثل العلاقات خارج نطاق الزواج، وقدسية الزواج، ورهاب الالتزام، والحب.
تم إنتاج الفيلم بميزانية قدرها 70 مليون روبية، تم إصدار في الحياة ي مترو في 11 مايو 2007 وحقق نجاحًا تجاريًا مفاجئًا في شباك التذاكر، حيث حقق أكثر من 250 مليون  في جميع أنحاء العالم. حظي الفيلم بإشادة واسعة النطاق من النقاد عند إصداره، مع الثناء الكبير على مفهوم الرواية والقصة والسيناريو والحوارات والموسيقى التصويرية وأداء فريق التمثيل.
في حفل توزيع جوائز الفيلم فير الثالث والخمسين، حصل فيلم الحياة في مترو على ستة ترشيحات، بما في ذلك أفضل مخرج (باسو) وأفضل مخرج موسيقى (بريتام)، وفاز بثلاث جوائز - أفضل ممثل مساعد (خان)، وأفضل ممثلة مساعدة (سين شارما) وأفضل سيناريو (باسو).

## حبكة
القصة تدور في مومباي.
راؤول، الذي يتوق إلى الصعود في الرتب الوظيفية في وظيفته في مركز الاتصال، يقرض شقته لأشخاص مرتبطين برئيسه، رانجيت، مقابل إحضار صديقاتهم وعشاقهم مقابل التوصية. إنه يحب بصمت نيها، زميلته، التي ارتفعت في الرتب بسهولة بسبب علاقتها مع رانجيت.
رانجيت غير سعيد للغاية بزواجه من زوجته شيخا التي لديه منها ابنة تبلغ من العمر ثماني سنوات. شيخا، التي غالبًا ما تلتقي بخالتها شيڤاني في فصول بهاراتاناتيام، تقرأ رسالة من الولايات المتحدة من أمول، الذي أحبته شيڤاني منذ أربعين عامًا، لكنه تركها لمتابعة أحلامه في الولايات المتحدة. يخبره أمول من خلال الرسالة أنه ربما يأتي إلى الهند للمرة الأخيرة ويرغب في مقابلة شيڤاني وقضاء أيامه الأخيرة معها. شيڤاني توافق على ذلك.
شقيقة شيخا، شروتي، تبلغ من العمر سبعة وعشرين عامًا وهي حريصة جدًا على الزواج وتلتقي بالعديد من العرسان المحتملين. ومن بينهم مونتي، الذي تجده شروتي غريبًا جدًا وكبير السن. شروتي هي زميلة نيها في السكن ونيها تعرف أن شروتي هي أخت زوجة رانجيت.
ذات يوم، تلتقي شيخا بأكاش، وهو فنان مسرحي غير ناجح ومطلق في محطة للحافلات. يتدرب على الدراما مع أصدقائه في الطابق فوق فصول شيڤاني للبهاراتاناتيام. يبدأون كأصدقاء، ولكنهم يبدأون في التقرب ببطء ويزورون أماكن غير رومانسية.
مونتي يساعد شروتي في الحصول على وظيفة في شركته ويصبحان صديقين. يخبرنا مونتي أيضًا أن والدته وجدت له عروسًا مثالية، ويطلب من شروتي المساعدة في التسوق لحفل الزفاف. شروتي تبدأ في الوقوع في حب مونتي ببطء.
أمول وشيڤاني، اللذان جددا حبهما، يقضيان ليلة واحدة معًا. في الصباح، تستيقظ شيڤاني وتشعر ببعض الآلام، وفي هذه اللحظة يطلب أمول سيارة إسعاف. تموت بين ذراعيه.
أثناء أحد اجتماعات نيها ورانجيت في شقة راؤول، يحدث جدال بين الاثنين ويغادر رانجيت. نيها، منزعجة، تحاول الانتحار بشرب الفينيل.
يجد راؤول نيهة مغمى عليها في الحمام ويتصل بجاره الذي يعمل طبيبًا؛ ويتمكنان من إنقاذ نيهة من خلال جعلها تتقيأ ويدخلانها إلى المستشفى. راؤول يتصل برانجيت، الذي غادر إلى بنغالور بسبب عمل عاجل، ويطلب منه أن يعتني بنيهة لبضعة أيام.
في هذه الأثناء، يبدأ راؤول في الاعتناء بنيهة المتعافية ويشكلان رابطة خاصة. في أحد الأيام، يأخذها راؤول إلى ضواحي المدينة، إلى منزل غير مكتمل. يشرح راؤول لنيهة أن حلم والده كان بناء منزل جيد أو مطعم، وقد استثمر كل شيء في هذا المنزل. ولكن لم يكن لديه ما يكفي من المال لإكمال السقف وبعض أجزاء المنزل. والآن، أصبح راؤول عازمًا على تحقيق حلم والده.
تتمكن شروتي من تعقب نيهة في منزل راؤول. عندما أدركت أنها حاولت الانتحار، أساءت شروتي فهم الموقف وصفعت راؤول. بعد ذلك، تكتشف شريتي أن رانجيت كان على علاقة مع نيها.
في هذه الأثناء، تزور شيخا أكاش في منزله، حيث يقتربان جسديًا. قبل أن يصبحوا أكثر حميمية، أدركت شيكها حدودها وتركت منزل أكاش.
رانجيت، الذي وصل إلى المنزل، يرى شيخا تبكي ويفهم خطأً أن شروتي أخبرته عن علاقة رانجيت. ثم يعترف رانجيت بنفسه. بعد الاعتراف، تقول شيكها أن شروتي لم تخبرها بأي شيء وتعترف بصداقتها وقربها من أكاش. رانجيت، غاضبًا، يقرر الانتقال للعيش مع نيها. مونتي يعلن موعد زفافه على شروتي، التي وقعت في حبه. راؤول، مستاء من الطريقة التي تعاملت بها المدينة معه، يقرر مغادرة مومباي بالقطار.
في يوم زفاف مونتي، يقرر راؤول المغادرة، ويقرر رانجيت الانتقال للعيش مع نيها، ويرسل أكاش إلى شيكا حقيبتها التي تركتها في منزل أكاش. ويرسل لها أيضًا رسالة يقول فيها إنه مستعد لقبولها كما هي: ربة منزل، أو فتاة عصرية. ويكتب أيضًا أنه عُرض عليه عمل في دبي وهو مستعد للمغادرة إلى المطار بالقطار ويجب أن تأتي معه.
أثناء السفر مع رانجيت، تدرك نيها أنها تحب راؤول وتبدأ في مطاردة سيارة الأجرة الخاصة به إلى محطة السكة الحديد. تنقل شروتي مشاعرها إلى مونتي قبل الزفاف مباشرة وتغادر. يُدرك مونتي أيضًا أنه يحب شروتي ويطاردها بسيارة الأجرة إلى نفس محطة السكة الحديد على حصان الزفاف. تلبس شيخة ملابسها وتذهب إلى محطة السكة الحديدية.
في محطة السكة الحديد، مونتي يطارد شروتي، ونيها تطارد راؤول، وشيكا تبحث عن أكاش. تلتقي نيهة براؤول ويصلحان الأمور. أخيرًا يجد مونتي شروتي في مقصورة السيدات ويدخل إليها. لقد أدركوا حبهم لبعضهم البعض واحتضنوا. تجد شيخة أكاش، لكنها تخبره أنها لن تأتي معه وتتمنى له التوفيق في وظيفته في دبي وتغادر.
وينتهي الفيلم بمشهد راؤول ونيها يتناولان العشاء مع الطبيب وزوجته من حيهما، وشيكا ورانجيت في زواج أكثر سعادة، وشروتي ومونتي، اللذين تزوجا، وهما ينتظران في إشارة مرور مع طفلهما البالغ من العمر ثلاث سنوات، وأكاش لا يزال يتجول في شوارع مومباي.

## الممثلون
- دارمندرا ديول في دور أمول، حبيب شيڤاني في طفولتها
- نفيسة علي بدور شيڤاني، حبيبة أمول في طفولته، خالة شيخا وشروتي
- شيلبا شيتي في دور شيخا غوش كابور، زوجة رانجيت، أخت شروتي، ابنة أخت شيفاني، حبيبة أكاش
- كاي كاي مينون في دور رانجيت كابور، زوج شيكها، صهر شروتي، رئيس نيها/حبيبها، رئيس راؤول
- شيني أهوجا بدور أكاش شارما، محبوبة شيخا
- عرفان خان في دور مونتي، حبيب شروتي
- كونكونا سين شارما بدور شروتي غوش، أخت شيكها، أخت زوجة رانجيت، ابنة أخت شيفاني، حبيبة مونتي، زميلة نيها في السكن
- كانغانا رانوت بدور نيهة جريوال، زميلة شروتي في السكن، حبيبة رانجيت، حبيبة راؤول
- شرمان جوشي في دور راهول دوبيا، مرؤوس رانجيت، زميل نيها
- أشوين مشران بدور عبد الله أنصاري، رئيس شروتي
- مانوج باهوا في دور الدكتور بريتام أهوجا، جار راؤول
- بريتام في دور قائد فرقة روك (ظهور ضيف)

## الموسيقى التصويرية
تم إصدار الموسيقى التصويرية في 17 مارس 2007. الحياة في... مترو تم تأليف موسيقى الفيلم بواسطة بريتام وكلمات من قبل سيد قادري وأميتاب فيرما وسانديب سريفاستافا. يتم تشغيل أغنية "أريدك" لبوب ديلن في الخلفية عندما تكون شروتي وريشي عند آلة البيع وتخطئ شروتي في اعتقاد ريشي أنه يشير ويتحدث معها. الأغنية لا تظهر في الموسيقى التصويرية. وفقًا لموقع التجارة الهندي شباك التذاكر الهند، مع بيع حوالي 1100000 وحدة، كان ألبوم الموسيقى التصويرية للفيلم هو الثاني عشر الأكثر مبيعًا في العام.

## روابط خارجية
- الحياة في مترو على موقع IMDb (الإنجليزية)
- الحياة في مترو على موقع روتن توميتوز (الإنجليزية)
- الحياة في مترو على موقع نتفليكس (الإنجليزية)
- الحياة في مترو على موقع قاعدة بيانات الأفلام العربية
- الحياة في مترو على موقع Turner Classic Movies (الإنجليزية)
- الحياة في مترو على موقع أول موفي (الإنجليزية)
- الحياة في مترو على موقع بوكس أوفيس موجو (الإنجليزية)
- الحياة في مترو على موقع فيلمافينيتي (الإسبانية)
- الحياة في مترو على موقع قاعدة بيانات الفيلم (الإنجليزية)
- الحياة في مترو على موقع ليتربوكسد (الإنجليزية)